# NGC 6418
NGC 6418 este o galaxie seyfert de tip 2⁠(d) situată în constelația Dragonul. A fost descoperită în 4 mai 1885 de către Edward D. Swift⁠(d).